# Arcane Rain Fell
Arcane Rain Fell — другий повноцінний музичний альбом, випущений гуртом Draconian у співробітництві із лейблом Napalm Records 24 червня 2005 року. Альбом був записаний та виданий на студії Studio Underground.
Цей альбом — концептуальний, у ньому основною тематикою композицій є падіння Люцифера з Небес та сотворіння Пекла. Альбом часто відносять до класики жанру дум-дез. В ньому звучать нав'язливі, повільні гітарні рифи, прекрасний вокал-сопрано, запаморочливі мелодійні варіації на синтезаторах чи фортепіано, скрипках, віолончелях, а також — чистий, та все ж агресивний чоловічий ґроулінг. Всі гітари в композиціях альбому звучать у виконанні Йохана Еріксона.
«Death, Come Near Me» — це ремейк композиції із демо-альбому 2002 року «Dark Oceans We Cry». «The Apostasy Canticle» початково носила назву «The Wings of God».

## Список треків
| #     | Назва                                   | Тривалість |
| ----- | --------------------------------------- | ---------- |
| 1.    | «A Scenery of Loss»                     | 9:10       |
| 2.    | «Daylight Misery»                       | 5:30       |
| 3.    | «The Apostasy Canticle»                 | 9:51       |
| 4.    | «Expostulation»                         | 2:05       |
| 5.    | «Heaven Laid in Tears (Angels' Lament)» | 6:54       |
| 6.    | «The Abhorrent Rays»                    | 5:32       |
| 7.    | «The Everlasting Scar»                  | 6:00       |
| 8.    | «Death, Come Near Me»                   | 15:22      |
| 60:30 |                                         |            |

## Учасники
- Ліза Юганссон — жіночий вокал
- Андерс Якобссон — чоловічий вокал
- Йохан Еріксон — соло-гітара, ритм-гітара
- Магнус Бергстрьом — ритм-гітара
- Джеспер Стольпе — баси
- Андреас Карлссон — синтезатор, програмування
- Джеррі Торстенсон — ударні, перкусія

## Продукція
- Виконання та випуск — Йохан Еріксон та гурт Draconian
- Запис та обробка — Пелле Сайзер та Draconian
- Мікшування та мастеринг — Peter in de Betou[2]